# Senyoria de Serrallonga
La senyoria de Serrallonga fou una jurisdicció feudal catalana al Vallespir, generalment unida a la senyoria de Cortsaví. Va estar breument separada a la segona meitat del segle xii però el señor Bernat Hug es va casar amb la seva cosina Ermessenda de Cortsaví i va recuperar la unitat de les dues jurisdiccions. A la mort d'Arnau de Cortsaví, senyor de Cortsaví i Serrallonga, la senyoria va passar a la seva germana anomenada Beatriu de Serrallonga, que pel seu matrimoni la va aportar al patrimoni dels vescomtes de Rocabertí

## Senyors de Serrallonga
- Oriol 1020-1036
- Matfred (potser fill) 1036-1078
- Ramon I (fill) 1078-1118
- Fill 1118-?
- Fill ?- abans de 1211
- Bernat Hug de Serrallonga (cosí i marit) abans de 1211-?
- Ramon II ?
- Arnau (casat amb Gueralda d'Urtx) ?-1325
- Beatriu de Serrallonga, casada amb Bernat VII de Rocabertí 1325
- Als vescomtes de Rocabertí